# David Russo
David Russo auch David E. Russo (* 20. Jahrhundert in Los Angeles) ist ein US-amerikanischer Musiker und Komponist im Bereich Film und Fernsehen, der durch Kompositionen für populäre Serien wie Nikita, Gotham oder Pennyworth international bekannt wurde.

## Leben und Karriere
Der in Los Angeles geborene David Russo begeisterte sich schon in jungen Jahren für die Musik und erhielt bereits während seiner Schulzeit ein Stipendium an der renommierten Pariser Sorbonne-Universität. Als Absolvent der UCLA lernte er den Musiker Joan Jones kennen, mit dem er zusammen in Los Angeles das Duo Sun-60 gründete. Die Band veröffentlichte in den Jahren 1991, 1993 und 1995 drei von Epic Records produzierte Alben und war in dieser Zeit ein fester Bestandteil der Indy-Rock-Szene von LA. Danach komponierte Russo zu über 150 Filmen, TV-Shows, Dokumentationen und Werbespots die Musik unter anderem für Regisseure wie Robert Rodriguez, Adam McKay, Danny Cannon, David Gordon-Green, Michael Mann und Barry Levinson.
Seit 1997 arbeitete Russo häufig für langformatige Fernsehserien wie X-Factor: Das Unfassbare, Dark Blue, Nikita, The Tomorrow People, Gotham oder Pennyworth. 
In den Jahren 2003, 2004 und 2009 wurde er als Komponist in der Kategorie BMI TV Music Award ausgezeichnet.

## Auszeichnungen
BMI Film & TV Awards
- 2003: Auszeichnung in der Kategorie BMI TV Music Award für CSI: Miami (2002)
- 2004: Auszeichnung in der Kategorie BMI TV Music Award für CSI: Miami (2002)
- 2009: Auszeichnung in der Kategorie BMI TV Music Award für Eleventh Hour (2008) zusammen mit Harry Gregson-Williams und Graeme Revell

## Filmografie (Auswahl)

### Kinofilme
- 1990: Martians – Ein Außerirdischer kommt selten allein (Spaced Invaders)
- 1990: Playroom
- 1990: Shaking the Tree
- 1995: Angus – voll cool (Angus)
- 1997: Soulmates
- 1997: Sparkler
- 2003: Evil Alien Conquerors
- 2006: Alone with Her
- 2008: The Hottie & the Nottie – Liebe auf den zweiten Blick (The Hottie & the Nottie)
- 2008: Pig Hunt
- 2008: The House – Die Schuldigen werden bestraft (House)
- 2019: Windows on the World
- 2020: Transference
- 2021: 5-25-77

### Fernsehen
- 1997–2002: X-Factor: Das Unfassbare (Beyond Belief: Fact or Fiction, Fernsehserie, 28 Episoden)
- 2001: Kiss My Act (Fernsehfilm)
- 2002: The Chamber (Fernsehserie, 1 Episode)
- 2002: Celebrity Boxing (TV Special)
- 2002: Gilda Radner: It’s Always Something (Fernsehfilm)
- 2002: CSI: Miami (Fernsehserie, Co-composer, 1 Episode)
- 2003: Test the Nation (TV Special)
- 2006: Karaoke Superstars (TV Special)
- 2009–2010: Dark Blue (Fernsehserie, 20 Episoden)
- 2010–2013: Nikita (Fernsehserie, 70 Episoden)
- 2012: The Tin Star (Fernsehfilm)
- 2013–2014: The Tomorrow People (Fernsehserie, 16 Episoden)
- 2014–2019: Gotham (Fernsehserie, 75 Episoden)
- 2018: Nostalgia Attack! - The Movie (Fernsehkurzfilm)
- 2019: Pennyworth (Fernsehserie, 10 Episoden)
- 2021: Capital One College Bowl (Fernsehserie, 1 Episode)
- 2023: Gotham Knights (Fernsehserie, 8 Episoden)

### Kurz- oder Dokumentarfilme
- 1987: Promised Land (Kurzfilm)
- 2002: Self Storage (Kurzfilm)
- 2010: The Elephant in the Living Room (Dokumentarfilm)
- 2020: Troubled Times (Kurzfilm)